# قط فرعوني

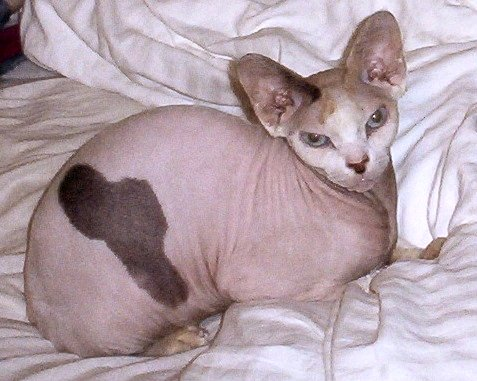

سفينكس من سلالة القطط التي نشأت أو تهجنت من خلال تربية انتقائية في الستينات، تشتهر السلالة بافتقارهاللفراء ويغطي جلدها طبقة من الفرو الخفيف، كما أن لديها طبقة رقيقة من أسفل. قد تكون السوالف، إما كاملة أو مكسورة، أو قد تكون غائبة تماما. يكون لون الجلد عبارة عن لون الفراء، وجميع أنماط القطط المعتادة (ذات اللون الواحد، والمنقطة، البيضاء ذات الأعين المختلفة، المخططة، متعددة الألوان، الخ) يمكن ايجادها في السفينكس. لأنه ليس لديهم معطف، فإنها تفقد حرارة الجسم أكثر من القطط ذات المعطف. وهذا يجعلها تسعى إلى لمسة دافئة وإلى الحرارة.

## نظرة عامة على السلالة
- البلد:   تورونتو
- الوزن: 3-6 كيلوجرام
- الطول: 33 إلى 38 سنتيمتر، من الرأس إلى الذيل
- المعطف: بدون شعر
- طبقة اللون: أبيض، أسود، أحمر، بنى داكن، الأرجواني، المخطط
- لون العين: متنوع
- متوسط العمر المتوقع: 9 إلى 15 سنة.

## خصائص القط الفرعونى (قط سفنكس)
| مستوى المودة                      | مرتفع |
| --------------------------------- | ----- |
| مدى الصداقة                       | مرتفع |
| ملاءمة مع الأطفال                 | متوسط |
| مستوى المودة إلى الحيونات الاليفة | مرتفع |
| حاجته إلى التمارين                | منخفض |
| مستوى المرح والهرج                | مرتفع |
| مستوى الطاقة                      | مرتفع |
| مستوى الذكاء                      | مرتفع |
| الميل إلى المواء                  | مرتفع |
| كمية تساقط الشعر                  | منخفض |

## تاريخ القط الفرعونى
في حين أن الأزتك القدامى قاموا بتربية القطط التي لا شعر لها منذ مئات السنين، فإن القط الفرعونى الذي نعرفه اليوم هو في الواقع سلالة كندية نشأت في تورنتو في عام 1966 من طفرة وراثية عشوائية تؤدي إلى تساقط الشعر. أخذ بعض المربين تروقًا للقط الذي لا شعر له وقرروا تربية السلالة التي تنتج القطط التي ليس لها شعر بشكل كبير.
كانت السلالة في الأصل تسمى أصل الكندية، وقد شق طريقها إلى أمريكا وقام الخبراء بتربية القطط مع هذا الجين الذي تم العثور عليه حديثًا لإنشاء القطط غير المرصعة بالسمك. لا تزال القطط الفرعونية خيارًا مشهورًا للحيوانات الأليفة في أمريكا الشمالية وتكتسب شعبية في أوروبا الغربية.
تم التعرف على سلالة sphynx من قِبل International Cat Association في عام 2005، ورابطة Fanciers من Cat في عام 2002، والعديد من نوادي القطط المستقلة في أوروبا، على الرغم من اختلاف معايير السلالة قليلاً.
بعض سجلات القطط الأصيلة لا تعترف بالقط الفرعونى، وقد يكون ذلك استنادًا إلى فكرة أن عدم وجود شعر في السلالة هو خلل جيني قد يكون ضارًا بصحة القطط وطول عمرها.

## رعاية القط الفرعونى
القطط الفرعونية مخلصة ومليئة بالحب للبشر، وغالبًا ما يمكن متابعتهم حولك أو تتحضنك وهم يهزون بذيلهم. بالرغم من ان يفضلون دائمًا أن يكونوا الحضن، فإن القطط الفرعونية رياضيون طبيعيون وزملاء مرحون يحبون اللعب. على الرغم من أن القط الفرعونى نشيط بشكل استثنائي، إلا أن احتياجات التمارين منخفضة.

## شخصية القط الفرعونى
هذه القطط تحب الترفيه عن نفسها لساعات في المرة الواحدة، لكن البعض قد يحب أن يكون لديه صديق. إذا كنت بعيدًا عن المنزل طوال اليوم، فقد ترغب في الحصول على قطتين من القطط الفرعونية. تتوافق حيوانات القطط الفرعونية مع حيوانات أليفة أخرى أيضًا، لذا يمكنك أن تشعر بالراحة مع العلم أنها ستكون سعيدة إذا كان لديك حيوان آخر يمكنهم تحطيمه في المنزل، بما في ذلك الكلاب.
القطط الفرعونية تحب اللعب، والقفز، وربما تجلب مرة واحدة المدربين لها. تستجيب القطط الفرعونية إلى التدريب بشكل جيد كما أنها اجتماعية وذكية وتفضل التعزيز الإيجابي.

## نظافة القط الفرعونى
على الرغم من مظهره الاصلع، يعد تنظيف الجلد جزء مهم من العناية بهذه السلالة، لقلة الفراء التي تمتص زيوت الجسم، لذا يجب تنظيف جلد القط الفرعونى بانتظام للحفاظ على توازن صحي للزيوت ومنع مشاكل الجلد والبقع الزيتية التي قد تلتصق بالأثاث. يجب أن تستحم القطط الفرعونية على الأقل مرة واحدة في الأسبوع لإزالة تراكم الزيوت. كما تحتاج إلى التنظيف المستمر بين تجاعيد وطيات جلدها.
على عكس الاعتقاد الشائع، فإن القطط الفرعونى ليست مضاد للحساسية تماما. قد تبدو بدون شعر، لكن هذه القطط مغطاة فعليًا بطبقة رفيعة جدًا تشبه الجلد المدبوغ. ومع ذلك، يوصي الأطباء بالقط الفرعونى كحل لمحبي القطط الذين لديهم حساسية من شعر الحيوانات فقط، وليس الوبر أو الزيت.

## المشاكل الصحية الشائعة
بسبب قلة شعرها، فإن القط الفرعونى حساسة للتعرض لأشعة الشمس لأنها لا تحتوي على فراء لحماية بشرتها من الأشعة فوق البنفسجية الضارة. يجب أن يكون التعرض المباشر للشمس محدودًا. تماما مثل البشر، يمكن لهذه القطط الإصابة بحروق الشمس إذا تعرضت لأشعة الشمس لفترة طويلة جدا. لهذا السبب، يجب أن تظل القطط الفرعونية في الأماكن المغلقة أو مراقبتها عن كثب عندما تكون في الخارج.
بالإضافة إلى مشاكل البشرة، بعض الحالات التي يمكن أن تتعرض لها لتشمل:
- اعتلال عضلة القلب الضخامي، وهو مرض شائع في القلب يتسبب في زيادة سماكة عضلة القلب
- أمراض اللثة أو اضطرابات اللثة
- اعتلال وراثي، ضعف عام في العضلات

لمنع المشاكل الصحية للجلد واللثة، يجب تنظيف القط الفرعونى بانتظام. الحمامات الأسبوعية وتنظيف الأسنان بالفرشاة سوف تساعد في منع المشاكل الصحية القطط الفرعونية.

## النظام الغذائي والتغذية
القطط الفرعونية تحب الطعام، سوف يأكلون أي شيء تقدمه لهم. لذلك ينبغي الاهتمام بشكل وثيق بتغذيتهم.
يمتلك القط الفروني عملية تمثيل غذائي عالية، ونظام الهضم حساس، لذلك وجبات صغيرة في فترات منتظمة طوال اليوم مثالية. إن تقديم الطعام بهذه الطريقة يمنع القطط من عدم اهتمامها بوجباتها أيضًا.
يُنظف طعام القطط الجاف أسنان القط ويحمي صحة اللثة، ولكن تأكد من أن القط الفرعونى لديه الكثير من الماء لشربه بعد الوجبة لمنع الجفاف. يمكن أيضًا العثور على مضغ القطة الأكثر صرامة في متجر الحيوانات الأليفة المحلي المتخصص لديك وتعمل بشكل جيد للترويج لصحة اللثة.
يختار بعض مالكي قطط سفينكس نظامًا غذائيًا خامًا ويطالبون بفوائد صحية عديدة. يقترح الخبراء اتباع نظام غذائي دوار للأسماك النيئة، مثل سمك التونة أو السردين، بالإضافة إلى طعام القطط المعلب والرطب.

## المميزات
- القط الفرعونى سلالة رقيقة، مرحة، مخلصة.
- معظم القطط الفرعونية تتماشى مع القطط والكلاب الأخرى.
- الناس الذين يكرهون شعر القطط أو تساقط الشعر الخاص بالقطط سوف يحبون هذا الصنف الذي لا شعر له.

## العيوب
- بدون شعر، أنه عرضة لحروق الشمس ولا يمكنه تحمل درجات الحرارة الباردة.
- فهي ليست مضادة للحساسية، ويمكن أن تسبب الزيوت التي تفرزها الحساسية.
- هذا الصنف هو عرضة لاعتلال عضلة القلب، وكذلك مخاوف الجلد والأسنان.
- يمكن أن يكلف سعر تبنيها مبالغ باهظة[4]
- يحتاجون إلى رعاية خاصة بسبب عدم توفر الفراء

## معايير الفصيلة
- رأس على شكل وتد مع عظام خد بارزة
- أعين كبيرة على شكل ليمون
- آذان كبيرة جدا مع عدم وجود شعر في الداخل، ولكن لينة من الأسفل من جهة الخارج
- الرقبة قوية متوسطة الطول ذات عضلات جيدة
- الجذع متوسط طول، الصدر برميلي الشكل، والبطن مستديرة بالكامل، وتسمى أحيانا البطن بالوعاء
- مخالب أكثر سُمكًا من القطط الأخرى، تُعطي مظهر السير على الوسائد
- الذيل مستدق من الجسم إلى للرأس، وأحيانا مع نفخة من الفراء على الحافة، مثل الأسد
- جسد عضلي[5]

## السلوك
من المعروف عن القطط الفروعنية ان سلوكهم أكثر انفتاحا على الخارج. انها تكشف على مستوى عال من الطاقة، والذكاء، والفضول، والود تجاه أصحابها. فهي نوع اشبه بالكلاب عن القطط، فهي كثيرا ما تحيَّ أصحابها عند الباب وتكون ودودة عند لقاء الغرباء.

## مشاكل صحية
يواجه سفينكس الكندي تحديات لطبيعته فريدة من نوعها. عدم وجود الشعر يمكن أن يسبب مشاكل صحية مع الهررة في الأسابيع الأولى من الحياة بسبب التعرض للعدوى في الجهاز التنفسي. مربّي الفصيلة لا يسمحوا للهررة بالذهاب إلى منازل جديدة دون ان يكونوا على الأقل بعمر 12 أسبوع لضمان كون الهريرة ناضجة كفاية للتعامل مع البيئة الجديدة. سرطان الجلد قد يكون مشكلة إذا تعرضت للشمس لفترات طويلة بسبب غياب الفراء الواقي.
تَكون الفصيلة عُرضة إلى الاضطراب الوراثي (اعتلال عضلة القلب الضخامي). ويتم إجراء الدراسات لفهم الروابط بين التكاثر والاضطراب.
القط سفينكس لديه نسبة عالية من أمراض القلب، إما (اعتلال عضلة القلب الضخامي) أو (خلل تنسج الصمام التاجي). في دراسة أجريت على 114 من القطط، وجد أن 34٪ يكون لها قلب غير طبيعي. 16 كان خلل تنسج الصمام التاجي و23 كان اعتلال عضلة القلب الضخامي. تم العثور على معدلات الانتشار هذه في القطط مع متوسط اعمار 2.62 سنة.
وهناك نوع من ضمور العضلات المرتبطة ب (ألفا دستروجليكان). على غرار ما تشهده القطط (ديفون ريكس)، كما وصفت، ولكن نادرا ما يشاهد.

## الوراثة
يتم إنتاج غطاء الوبر لسفينكس بواسطة نفس الجين كما في النمط الظاهري ل (قط ديفون ريكس). وعلاوة على ذلك فقد وجد أن المعطف المجعد لقطط (سلكرك ركس) يرتبط أيضا مع هذا الجين. بالتفصيل ان جين الكيراتين المرمز ب 71 (KRT71) هو المسؤول عن التقرن من بصيلات الشعر. طفرة السفينكس تؤدي إلى خسارة كاملة للوظيفة حيث دُمرت بنية الشعر حيث أنه يمكن تشكيل الشعر ولكن يتم فكه بسهولة. في طفرة (قط ديفون ريكس) يكون متبقي من البروتين نشاط لا يزال موجودا. أليل (وراثة) سلكرك ركس (sadr) هو المهيمن على نوع جين البرية الذي هو المهيمن على أليل (وراثة) (قط ديفون ريكس) (re) والسفينكس (hr) الذي يشكل سلسلة أليلية من: KRT71SADRE> KRT71 +> KRT71re> KRT71hr.